# Anaplectoides olivacea
Anaplectoides olivacea là một loài bướm đêm trong họ Noctuidae.